# De kiosk
De kiosk is een hoorspel van Ludvík Aškenazy. Der Kiosk werd in 1967 door de Bayerischer Rundfunk uitgezonden. Willy Wielek-Berg vertaalde het en de VARA zond het uit op zaterdag 23 maart 1968. De regisseur was Ad Löbler. Het hoorspel duurde 34 minuten.

## Rolbezetting
- Martine Crefcoeur (het meisje)
- Hans Veerman (de vriend)
- Paul van der Lek (de man)

## Inhoud
Als ‘s nachts de telefoon gaat en de man de hoorn opneemt, lijkt het eerst slechts een verkeerde verbinding. Een jonge vrouw beweert met de telefonische hulpdienst te willen spreken, maar dan geeft ze al vlug toe dat ze het nummer van de man met opzet gekozen heeft. Een beproefd trucje? In ieder geval kondigt ze haar zelfmoord aan. De man laat de jonge vrouw komen - ze is pas zestien jaar oud. Heeft ze in de taxi reeds ze tabletten ingenomen? Het wordt een lange nacht, en we weten lange tijd niet of de jonge vrouw een vertwijfelde, een geroutineerde leugenaarster of beide tegelijk is…